# Passiflora variolata
Passiflora variolata Poepp. & Endl. – gatunek rośliny z rodziny męczennicowatych (Passifloraceae Juss. ex Kunth in Humb.). Występuje naturalnie w Ameryce Południowej.

## Rozmieszczenie geograficzne
Rośnie naturalnie w Kolumbii, Wenezueli, Peru oraz brazylijskich stanach Amazonas, Amapá, Pará, Rondônia i Mato Grosso.

## Morfologia
PokrójZdrewniałe, trwałe, nagie liany.
LiścieMają eliptyczny, lancetowato eliptyczny, jajowaty bądź podłużny kształt z zaokrągloną podstawą. Mają 5–14,5 cm długości oraz 1,5–6 cm szerokości. Całobrzegie, z ostrym lub spiczastym wierzchołkiem. Ogonek liściowy jest owłosiony i ma długość 6–15 mm. Przylistki są w kształcie sierpu o długości 2–3 mm.
KwiatyPojedyncze. Działki kielicha są liniowo podłużne, zielone, mają 3,5-4,5 cm długości. Płatki są liniowo podłużne, mają 3,5-4,5 cm długości.
OwoceMają jajowaty kształt. Mają 4,5–7 cm długości i 2–4 cm średnicy.

## Biologia i ekologia
Występuje w lasach i zarośle na wysokości do 1200 m n.p.m.